# Centrale nucléaire de Chooz
La centrale nucléaire de Chooz est située sur la commune de Chooz dans la pointe de Givet, à proximité de la frontière entre la Belgique et la France. En 2023, la centrale exploite deux réacteurs à eau pressurisée (REP) de 1 450 MWe chacun, et emploie plus de mille personnes, salariés d'EDF et partenaires. Avec une production annuelle moyenne avoisinant les 20 TWh, elle représente un peu moins de 5 % de la production annuelle d'électricité en France.
La centrale occupe une superficie de deux cents hectares, situés au bord de la Meuse, entre Charleville-Mézières (55 km en amont) et Dinant (25 km en aval). Elle contribue à la fiscalité locale à hauteur de soixante quinze millions d'euros, dont neuf millions pour la taxe foncière.
Le site se répartit en deux centrales : Chooz A et Chooz B, comportant au total trois réacteurs nucléaires. Le réacteur de Chooz A, situé sous terre, est le premier de type réacteur à eau pressurisée à avoir été mis en service en France, et également le premier à être en cours de déconstruction.

## Historique

### Chooz A

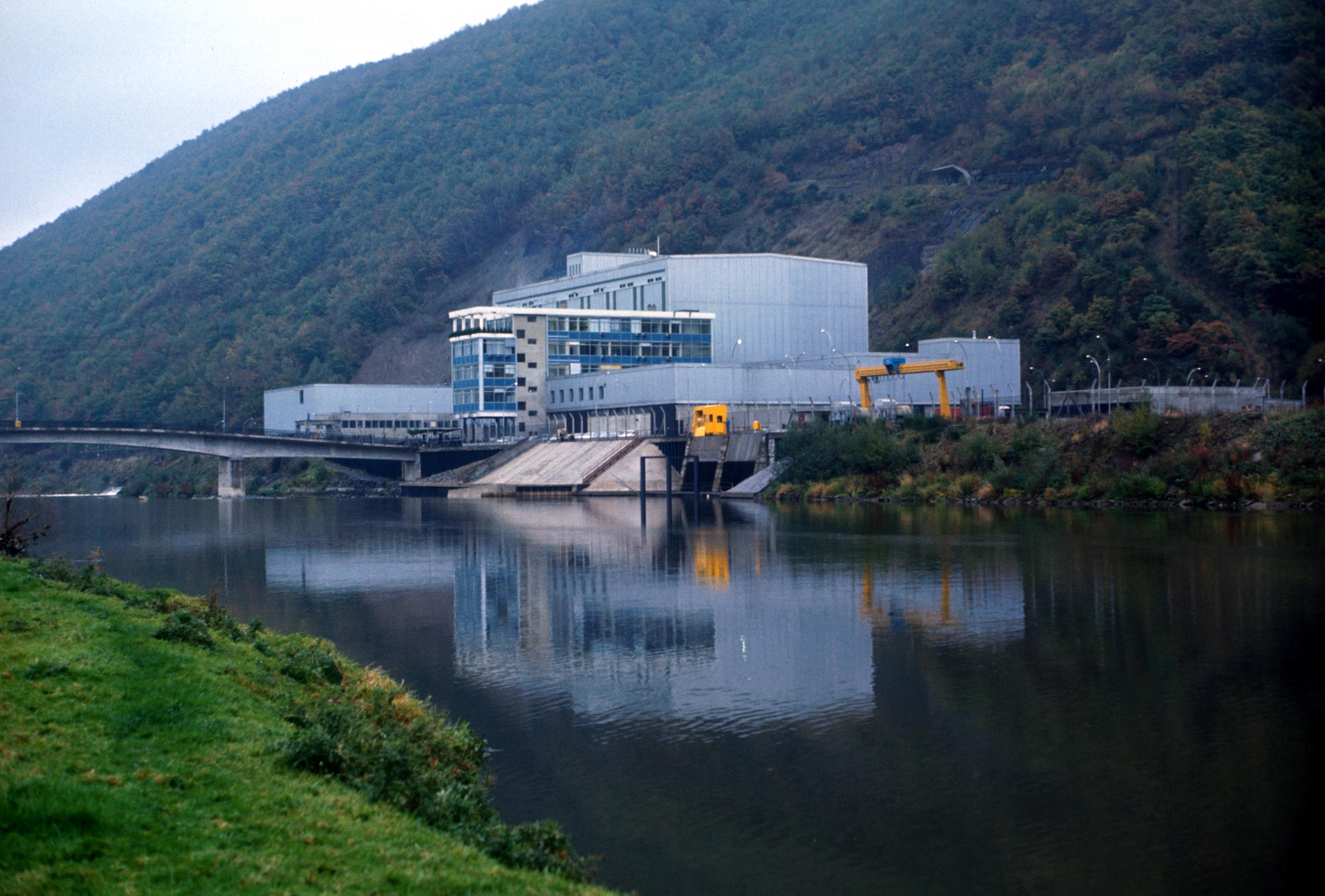
Bâtiments extérieurs de la SENA

À la suite de la signature du traité Euratom en 1957, la fabrication de centrales nucléaires de type américain est encouragée. Un accord de licence et d'assistance technique pour la réalisation de réacteurs à eau pressurisée est cédé par la société Westinghouse à la nouvellement créée Franco-Américaine de Constructions Atomiques (Framatome) en février 1959. 
Le premier réacteur de Chooz est un projet franco-belge, tant pour sa construction que pour son exploitation. En 1960, une société est constituée entre EDF et un groupement de compagnies d'électricité belge, la société d'énergie nucléaire franco-belge des Ardennes (SENA), pour mener à bien ce projet, dans une boucle de la vallée de la Meuse.
Basé sur le modèle des REP américains de Shippingport et de Yankee Rowe, Chooz A est un REP à quatre boucles avec une puissance (305 MW) et une pression primaire plus élevées que ses modèles,. La construction démarre en 1962 et la centrale est mise en service le 3 avril 1967. Elle restera en activité jusqu'en 1991. Elle comporte un réacteur, situé à 150 mètres sous terre, qui fut le premier de type REP à avoir été mis en service en France après le prototype à terre du premier sous-marin nucléaire français Le Redoutable (S611). La cuve du réacteur, construite par la Société des Forges et Ateliers du Creusot, et ses quatre générateurs de vapeur se trouvent dans un premier souterrain, tandis qu'un autre souterrain abrite la piscine de désactivation et les circuits de secours.
À la suite de problèmes de conception des croix de contrôle, apparus seulement six mois après le début de l'exploitation, le réacteur doit être arrêté et des réparations sont effectuées sur des générateurs de vapeur. L'exploitation ne reprendra que plus de deux ans plus tard, le 18 mars 1970.
Après la fermeture en 1991 de cette centrale qui était vieillissante et n'était plus rentable, EDF a d’abord préféré attendre que la radioactivité dans les lieux diminue avant de procéder à son démantèlement. En 2001, le démantèlement est lancé, avant que « la mémoire de l'installation » ne soit perdue, selon Thierry Charles, directeur adjoint à l’Institut de radioprotection et de sûreté nucléaire (IRSN), mais également pour « ne pas léguer le problème aux générations futures » et acquérir les compétences et l'expérience sur ce type d'opérations qui représentent désormais un marché de prestation important, «un vrai business au niveau mondial»,,. 
En avril 2010, le démantèlement du circuit primaire principal de Chooz A a été attribué par EDF à Onet technologies et le démantèlement de la cuve du réacteur au groupement Westinghouse-Nuvia, pour un montant resté confidentiel.
Depuis 2010, une centaine de personnes s'attellent à cette tâche : les quatre-vingts opérateurs d'Onet technologies et de ses sous-traitants, Areva et Mammoet entre autres, encadrés par une vingtaine d'agents EDF, démantèlent le circuit primaire du réacteur ainsi que la caverne HK (bâtiment piscine et ses auxiliaires). Début 2012, trois générateurs de vapeurs sur quatre ont été déposés. En mars 2017, le démantèlement de la cuve du réacteur est entamé, dernière étape de la déconstruction de la centrale,. La phase de démantèlement de la partie nucléaire devrait s'achever vers 2026. Si cette phase dure aussi longtemps, c'est qu'elle n'a pas été prise en compte dans la conception et la construction initiale. Un rapport de la Cour des Comptes de 2012 s'inquiète de l'évolution des coûts de la filière électro-nucléaire due à la complexité des démantèlements.
Une autre difficulté est le devenir des déchets radioactifs. Les 10 300 tonnes de déchets radioactifs à vie courte devraient rejoindre les centres de stockage de l'Agence nationale pour la gestion des déchets radioactifs à Morvilliers et Soulaines-Dhuys, dans l'Aube. Par contre, les 30 tonnes de déchets radioactifs à vie longue, issues de la cuve et du circuit primaire, sont destinées au lieu d'entreposage Iceda, sur le site de la centrale nucléaire de Bugey, dans l'Ain,.

### Chooz B

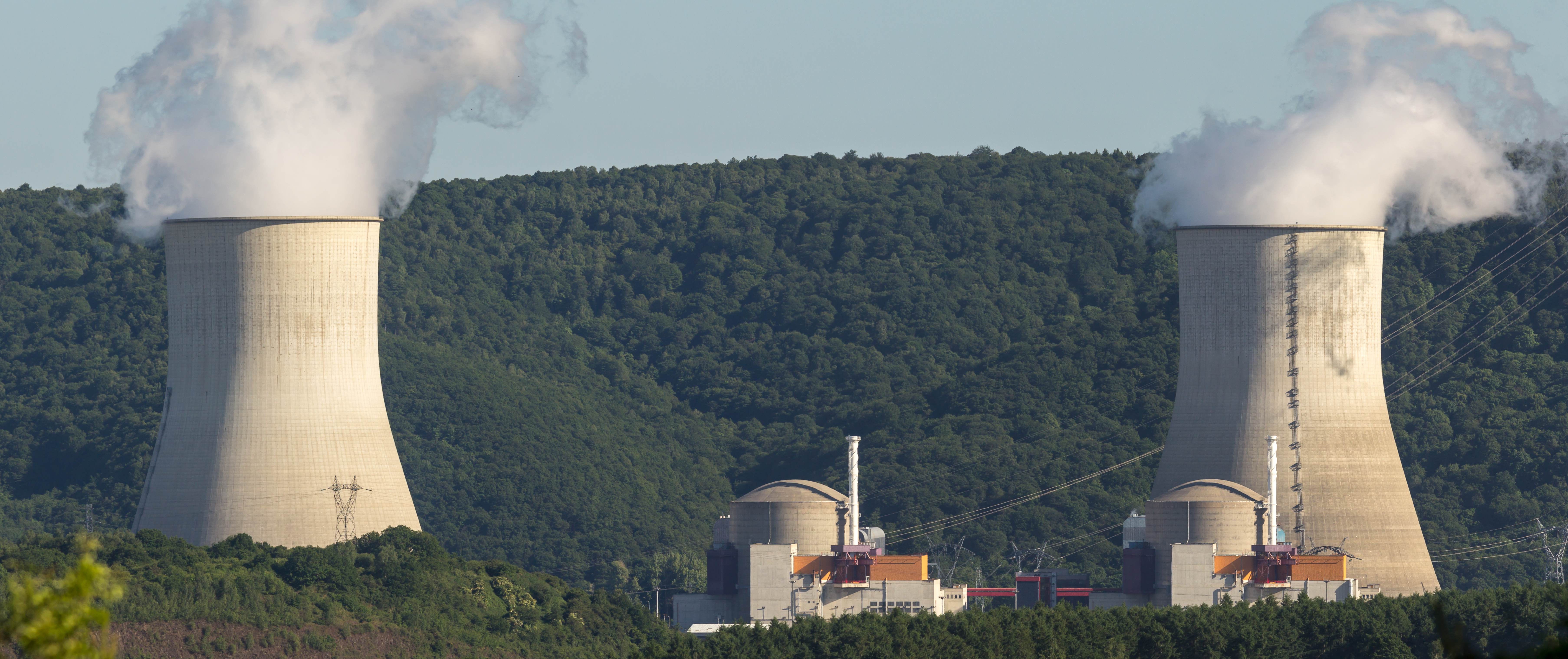
Vue du site Chooz B

La centrale Chooz B est un projet français et non plus franco-belge. Elle donne lieu pour autant à une coopération entre les deux pays, du fait de la proximité du site et de la frontière : réunions intergouvernementales en 1979 et 1980, échanges de documentation et d'informations, entretiens entre experts, étude d'impact en partie conjointe, dépôt d'observations par les citoyens belges sur les registres d'enquête publique, coopération sur les dispositifs de sécurité. La France a également assuré la Belgique d'une compensation des prélèvements d'eau en Meuse en période d'étiage. 
Ce nouveau projet provoque des contestations des deux côtés de la frontière. Entre 1980 et 1982, la répression du mouvement par les forces de l'ordre est violente, allant jusqu'au bouclage militaire de la Pointe. Les ouvriers de Vireux, dont le site sidérurgique a cessé toutes ses activités en 1984, prennent une part importante au mouvement antinucléaire contre la centrale de Chooz B. 
Le gouvernement à majorité socialiste de Pierre Mauroy, mis en place par le président François Mitterrand nouvellement élu, confirme la réalisation. Claude Parent est choisi comme l'un des architectes de la nouvelle centrale. La construction a duré environ douze ans ; avant l’EPR de Flamanville 3 c’était le chantier le plus long de tous les réacteurs nucléaires français. Chooz B1 est en phase d'exploitation depuis 1996 et Chooz B2 depuis 1997.
Chooz B comporte deux réacteurs d'une puissance nominale de 1 450 MWe chacun, de type réacteur à eau pressurisée et de conception entièrement française. Ce sont les deux premières unités du nouveau palier de puissance appelé « palier N4 », précurseur du projet de réacteur pressurisé européen (EPR).
Fin 2016, alors que la centrale nucléaire fête ses vingt ans, EDF investit deux milliards d'euros pour la réalisation d'aménagement devant permettre de prolonger la durée de vie de la centrale à soixante ans. 34 millions d'euros sont alloués pour les travaux tertiaires comme la peinture ou encore la construction de bâtiments ; 700 millions sont alloués aux travaux de sûreté ; 35 millions sont alloués aux opérations de maintenance ; 1,4 milliard est prévu dans le cadre du Grand Carénage prévu de 2018 à 2020.
En 2020, le faible débit de la Meuse contraint EDF à arrêter la production des deux réacteurs pendant plus d'un mois entre le 24 août et début octobre. Le débit de la Meuse varie avec la hausse des températures et les changements climatiques, et la France s'est engagée auprès de la Belgique à respecter un débit minimal pour la Meuse (20 m3/s), bien supérieur à celui qui serait nécessaire pour le bon fonctionnement et la sûreté de la seule centrale thermique, car les installations de production d'eau potable situées en aval de la centrale ont elles aussi besoin d'un débit minimal pour fonctionner normalement.
À la suite de la détection de problèmes de corrosion sous contrainte dans la tuyauterie du circuit de sécurité de la centrale nucléaire de Civaux, centrale de conception identique à celle de Chooz B, les deux réacteurs sont préventivement mis à l'arrêt en décembre 2021. Des problèmes similaires à Civaux sont détectés et des dizaines de mètres de tuyauterie doivent être remplacés. Les réacteurs sont remis en exploitation en avril et mai 2023.

### Futur EPR
Chooz était un des sites possibles d'implantation du deuxième ou du troisième réacteur EPR français,. Ces réacteurs EPR, après la réalisation pilote sur la centrale nucléaire de Flamanville, devaient marquer le lancement d'une nouvelle génération de centrale nucléaire, succédant aux 58 réacteurs français REP mis en service entre 1977 et 1999. EDF était l'architecte et l'ensemblier des réacteurs français REP, associé à Framatome pour leur conception. L'European Pressurized Water Reactor (EPR) associe EDF, Framatome mais aussi Siemens (présent à l'époque dans le capital d'Areva) et les électriciens allemands dans un projet franco-allemand. Le nouveau groupe GDF Suez veut également être partie prenante de cette nouvelle filière. La centrale nucléaire de Penly est finalement retenue puis le projet est abandonné.

## Caractéristiques des réacteurs
Les caractéristiques détaillées de chaque réacteur en service sont les suivantes : 
| Nom du réacteur | Modèle      | Capacité [MW]   | Capacité [MW] | Capacité [MW] | Exploitant | Constructeur | Début constr. | Raccord. au réseau | Mise en service comm. |
| Nom du réacteur | Modèle      | Thermique (MWt) | brute (MWe)   | Nette (MWe)   | Exploitant | Constructeur | Début constr. | Raccord. au réseau | Mise en service comm. |
| --------------- | ----------- | --------------- | ------------- | ------------- | ---------- | ------------ | ------------- | ------------------ | --------------------- |
| Chooz-B-1       | N4 REP 1450 | 4270            | 1560          | 1500          | EDF        | Framatome    | janvier 1984  | août 1996          | mai 2000              |
| Chooz-B-2       | N4 REP 1450 | 4270            | 1560          | 1500          | EDF        | Framatome    | décembre 1985 | avril 1997         | septembre 2000        |

## Incidents
Principaux incidents :
| Année | Centrale | Classement échelle INES | Détails |
| ----- | -------- | ----------------------- | --- |
| 1967  | Chooz A  | ?                       | Avant même que cette tranche soit couplée au réseau, un incendie s'est déclenché |
| 1968  | Chooz A  | ?                       | À la suite d'un blocage d'une barre de contrôle, des techniciens se sont rendu compte que des vis de pièces mécaniques internes à la cuve du réacteur avaient cédé, sans pour autant que l'intégrité de la cuve elle-même ait été remise en question,. |
| 2004  | Chooz B  | 1                       | Trois anomalies classées au niveau 1 sur l'échelle INES sont survenues.[réf. nécessaire] |
| 2006  | Chooz B  | ?                       | En novembre s'est produit un rejet de gaz radioactifs supérieur aux limites définies dans les arrêtés de rejets, lors de travaux de maintenance. La limite spontanée a été dépassée de 10 % pendant une minute. Cela représente un dix-millième de ce qui est autorisé sur l'année.[réf. nécessaire] |
| 2018  | Chooz B  | N/A                     | Le 2 février 2018 à 10 h 30, l'accès à la centrale est bloqué à la suite de la découverte, à bord d'un camion, de traces de solvants contenant des éléments chimiques habituellement détectés dans les contrôles anti-explosifs. La menace est prise très au sérieux et le chauffeur du camion est arrêté. L'accès est débloqué à 12 h 55, lorsque les démineurs confirment l'absence de risque pour l'installation et le personnel. |

L'ASN a recensé de nombreux autres incidents mineurs et estime en septembre 2007 que « le nombre important d'événements significatifs justifie également des efforts à consentir pour une meilleure culture de sûreté », et constate « un manque chronique de rigueur dans l'exploitation de la centrale ».
À la suite des tests de résistance européens menés après l'accident de Fukushima, « les procédures prévues en cas d'accident sont jugées insuffisantes » et « les équipements de secours, comme les groupes électrogènes, ne sont pas assez protégés contre les éléments en cas de catastrophe naturelle en France. ».
Du 13 au 26 avril 2009, une dizaine de citoyens ont marché de Bure (dans la Meuse) à Chooz, à l’initiative des associations Sortir du nucléaire 08 et CDR 55, pour informer le public sur les dangers de l’énergie nucléaire et sur les alternatives, ainsi que dénoncer les projets de « poubelle radioactive » à Bure.
L'ASN publie en 2018, avec plusieurs années de retard, un « avis d'incident » détecté dès 2015 et 2016 concernant les centrales de Chooz et de Civaux ; une fois les réparations effectuées.
En novembre 2019 a lieu la fuite d'une vingtaine de mètres cubes d'acide chlorhydrique dans la partie non nucléaire du site.

## Laboratoire d'étude du neutrino
Le CEA et le CNRS ont établi un laboratoire international souterrain, nommé Double Chooz, destiné à étudier les « oscillations » du neutrino. Les centrales nucléaires constituent en effet une source importante de neutrinos électroniques, dont le niveau d'énergie, étant distinct de ceux du rayonnement solaire, facilite l'analyse spécifique. Le projet Double Chooz est une collaboration internationale entre le Brésil, la France, l'Allemagne, l'Espagne, le Japon, le Royaume-Uni, les États-Unis, et la Russie. L'expérience conduit fin 2011 à la constatation d'une disparition effective de neutrinos électroniques imputables à ce phénomène dit d'oscillation des neutrinos.

### Articles de presse
- Rédaction Le Monde, « La centrale nucléaire franco-belge de Chooz a été couplée au réseau », Le Monde,‎ 5 avril 1967 (lire en ligne).
- Jean-Michel Durand-Souffland, « Le « monstre » de Chooz fait trembler deux pays », Le Monde,‎ 23 juin 1980 (lire en ligne).
- Rédaction Le Monde (Correspondance), « Le « monstre » nucléaire de Chooz. Accidents matériels et implications diplomatiques », Le Monde,‎ 16 juillet 1980 (lire en ligne).
- Guy Duplat, « Nucléaire, Chooz arrêté en 1991. », Le Soir,‎ 9 juin 1989 (lire en ligne).
- Jean-François Augereau, « Les ferrailleurs du nucléaire », Le Monde,‎ 7 octobre 1992 (lire en ligne).
- Rédaction Le Monde avec AFP, « L'Autorité de sûreté nucléaire dénonce un manque de rigueur dans deux centrales », Le Monde,‎ 21 septembre 2007 (lire en ligne).
- Rédaction Le Figaro, « EDF en pole position pour la construction du deuxième EPR », Le Figaro,‎ 19 janvier 2009 (lire en ligne).
- Pascal Gateaud, « Chooz ou Penly : Sarkozy choisira le site du second EPR », L'Usine nouvelle,‎ 20 janvier 2009 (lire en ligne).
- Reuters, « Le deuxième réacteur EPR attribué à EDF et GDF Suez », Le Point,‎ 30 janvier 2009 (lire en ligne).
- Laura Lavis, « La fin de parcours d'un prototype industriel. Le réacteur nucléaire de Chooz A, en phase de déconstruction, sera déclassé à l’horizon 2025 », Le Soir,‎ 27 novembre 2009 (lire en ligne).
- Valéry Laramée de Tannenberg, « Retour aux sources pour Westinghouse », Journal de l'environnement,‎ 28 avril 2010 (lire en ligne).
- Jean-Michel Bezat, « EPR, le réacteur maudit », Le Monde,‎ 11 novembre 2011 (lire en ligne).
- Corinne Scemama, « Chooz : silence, on démantèle ! », L'Expansion,‎ 17 février 2012 (lire en ligne).
- Audrey Garric, « Au cœur d'une centrale en démantèlement », Le Monde,‎ 5 mars 2012 (lire en ligne).
- Philippe Ricard, « Sûreté nucléaire : tension entre Paris et Bruxelles », Le Monde,‎ 2 octobre 2012 (lire en ligne).
- AFP, « Grève sur le site nucléaire de Chooz », Le Figaro,‎ 4 février 2013 (lire en ligne).
- Gabriel Siméon, « Le nucléaire en casse tous risques », Libération,‎ 10 février 2014 (lire en ligne).

### Sources sur le web
- (en) « Reactors in operations, 31 dec 2009 », sur le site www-pub.iaea.org de l'Agence internationale de l'énergie atomique.
- (en) « Nuclear Power Reactor Details - CHOOZ-B1 »(Archive.org • Wikiwix • Archive.is • Google • Que faire ?), sur le site www-pub.iaea.org de l'Agence internationale de l'énergie atomique.
- « La Belgique participe à l’exercice nucléaire français à Chooz », sur le site cgccr.ibz.be.
- « Rapport de la Cour des Comptes 2012 sur les coûts de la filière électro-nucléaire »(Archive.org • Wikiwix • Archive.is • Google • Que faire ?), sur le site www.ccomptes.fr de la Cour des Comptes.
- « Un laboratoire dans la centrale nucléaire de Chooz pour comprendre la matière », sur le site irfu.cea.fr, 2009.
- « Double Chooz en bref », sur le site doublechooz.in2p3.fr.
- (en) « Indication for the disappearance of reactor electron antineutrinos in the Double Chooz experiment », sur le site www.doublechooz.org.

### Filmographie
- « L'Explosion, un film de Jérôme Champion (2007) », sur le site www.filfil.fr.
- « C'est pas sorcier - Énergie nucléaire », sur le site Youtube reprenant une émission C'est pas sorcier .